# Seligenstadt
Seligenstadt és una ciutat alemanya, situada sobre el Main en el Land de Hessen.

## Geografia
Seligenstadt es troba sobre la riba esquerra del riu Main, a 20 km aproximadament al sud-est de Frankfurt del Main. Està situada a la frontera de Hessen amb Baviera, limítrof de Karlstein a Baviera té l'est, de Mainhausen cap al sud-est, de Babenhausen al sud, de Rodgau té l'oest i de Hainburg al nord.
La ciutat es compon dels barris de Seligenstadt, de Klein-Welzheim i de Froschhausen.

## Història

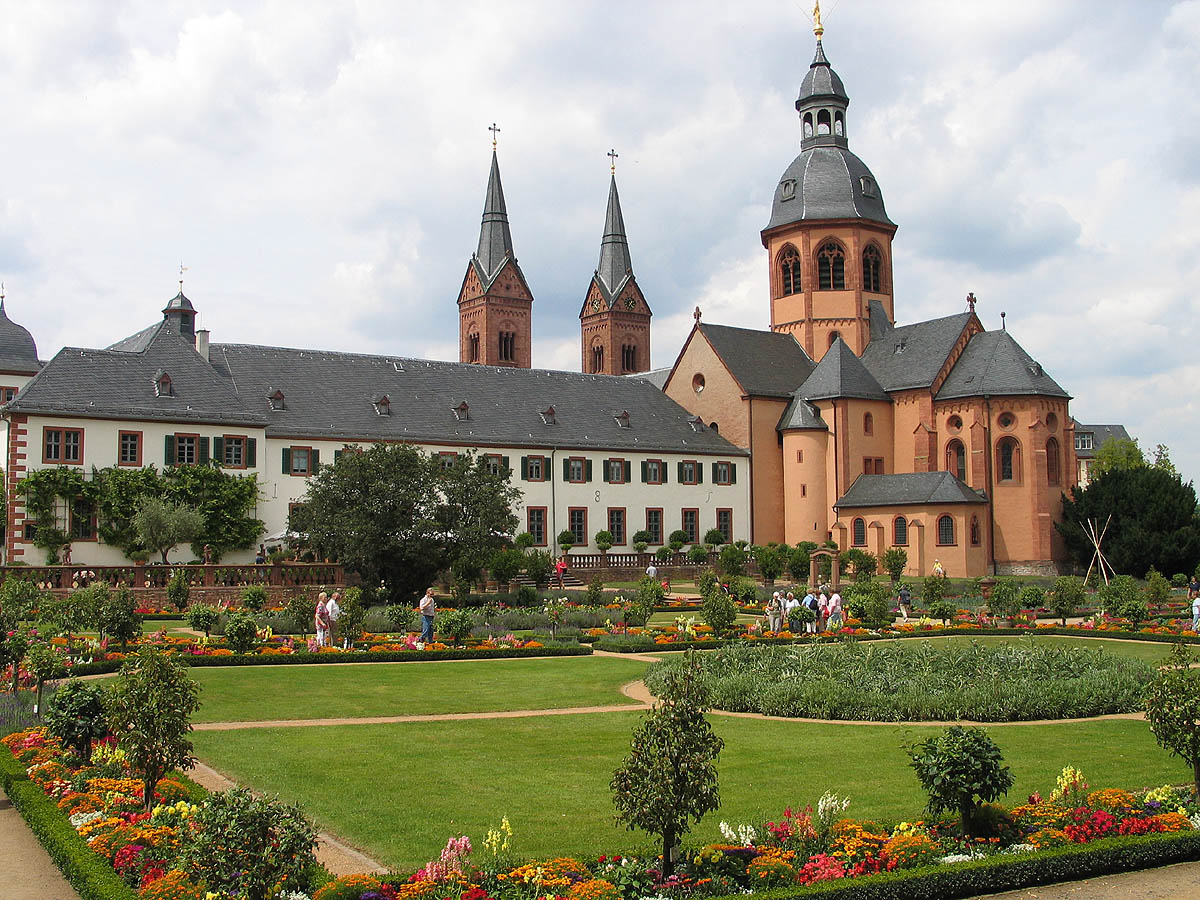
La basílica Einhard

Seligenstadt era mencionada per primera vegada el 815 en un acte de donació en tant que Obermühlheim.
La basílica Einhard, designada així per Einhard, va ser construïda a partir del segle ix.
L'abadia de Seligenstadt va estar sota el control de l'electorat de Mayence entre 1063 i 1803.
Seligenstadt està agermanada amb Triel-sur-Seine a França des de 1967. Klein-Welzheim estava agermanada amb Heel als Països Baixos des de 1972. Aquest agermanament va passar a Seligenstadt el 1977. Per la presència de molts edificis amb entramat de fusta, s'ha afiliat al Circuit alemany de l'entramat de fusta.

## Personalitats vinculades al municipi
Hans Memling va néixer a Seligenstadt al segle xv.
Johann Leonhard Dalken, navegant, a Ceilan (1638).